# Миндиргасов, Сергей Николаевич
Серге́й Никола́евич Миндиргасов (укр. Сергій Миколайович Міндіргасов; 14 ноября 1959) — советский фехтовальщик на саблях, многократный чемпион мира, вице-чемпион Олимпийских игр 1988 года в командном первенстве. Заслуженный мастер спорта СССР (1987).
Шестикратный чемпион мира в личном (1986) и командном (1985-87, 1989, 1990) первенстве.
На Олимпийских играх 1988 года в Сеуле выиграл серебро в составе сборной СССР, уступив в финале команде Венгрии. В личном первенстве занял 17-е место.